# Klaffenbacher Höhe
Die Klaffenbacher Höhe ist eine Erhebung im Erzgebirge. Von dieser unbewaldeten Anhöhe im südlichsten Bereich des Chemnitzer Ortsteils Klaffenbach an der Flurgrenze zu Burkhardtsdorf hat man einen weiten Blick ins umgebende Land. Sie ist mit 523,4 m ü. NHN der höchste Punkt der Stadt Chemnitz.
In einem Druck von 1756 mit dem Titel Wahrscheinliche Vermuthung, daß der Bischoff Arno von Würzburg, auf der Klaffenbacher Höhe, bey Chemnitz, von den Wenden ist erschlagen worden wird die Frage erörtert, was dafür sprechen könnte, dass Arno von Würzburg im Jahr 892 auf der Klaffenbacher Höhe erschlagen worden sei.